# Ctenophthalmus gansuensis
Ctenophthalmus gansuensis är en loppart som beskrevs av Wu Houyong, Zhang Rongguang et Wang Xin'e 1982. Ctenophthalmus gansuensis ingår i släktet Ctenophthalmus och familjen mullvadsloppor. Inga underarter finns listade i Catalogue of Life.